# Bollo de Pascua de Avilés

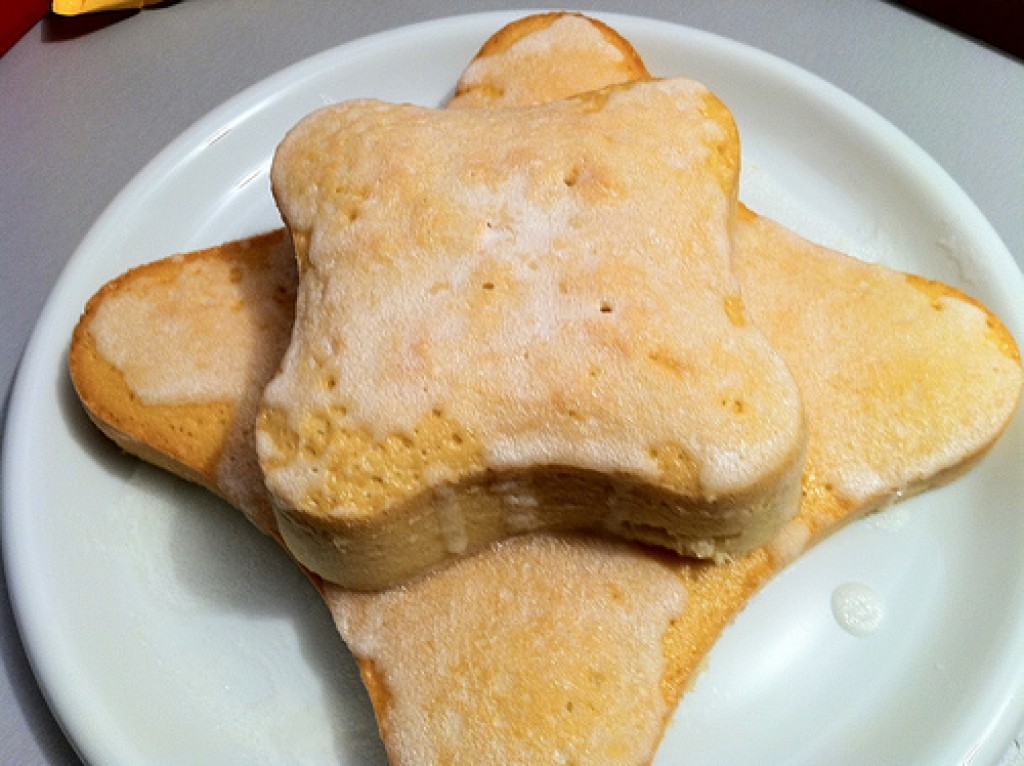
Otro ejemplo de Bollo de Pascua

El bollo de Pascua de Avilés, es un postre típico de Avilés, localidad de la comunidad autónoma del Principado de Asturias, en España.
Consistente en un bizcocho mantecado elaborado con zumo de limón, harina de trigo, huevos, azúcar y mantequilla. Tiene forma de estrella de cuatro puntas, a veces se disponen en varios pisos. Suele ser un obsequio que los padrinos y las madrinas dan a sus ahijados el domingo de Pascua.

## Historia
A finales del siglo XVII, los veleros que hacían la ruta de las Américas, zarpando de los puertos asturianos, llevaban entre sus provisiones un pan endulzado, que tenía propiedades para endurecerse y conservarse largo tiempo sin enmohecer, que lo diferenciaban de la boroña, obtenida con harina de maíz, dándole nombres de bollo y marañuela, que subsisten en la actualidad.
Tanto la marañuela como el bollo se amasan con harina de trigo, manteca de vaca, azúcar y yemas de huevo y zumo de limón. En Avilés ese bollo ancestral se trasforma en delicia repostera, presentándose cubierto de escarcha de azúcar. Este dulce se convierte en el símbolo gastronómico de la fiesta fundada en la ciudad en el año 1893 para celebrar lúdicamente la llegada de la primavera, con el reparto de bollos y vino de Nava del Rey a los asistentes a la celebración el Domingo de Pascua. La Fiesta no solo arraigó sino que se prolongó al Lunes de Pascua.

## Celebración
Durante el domingo y el lunes de Pascua se celebra la Fiesta del Bollo, declarada de Interés Turístico Nacional, festejando el fin del ayuno pascual e inicio de la primavera.
El domingo un amplio desfile de carrozas, de bandas de música, grupos folclóricos, así como gigantes y cabezudos, recorren al mediodía las calles de la ciudad.
El lunes se celebra una comida multitudinaria al aire libre, en concreto en las calles del casco histórico, así como en algunos parques, en la que los participantes comparten la comida elaborada en las casas o encargada en los bares y restaurantes.
A lo largo de este fin de semana se suele degustar el bollo.